# Горли, Эшли
Эшли Горли (англ. Ashley Gorley) — американский музыкант, автор песен, издатель и продюсер. Автор нескольких десятков кантри-хитов № 1 в США (более 30). Он 5-кратный обладатель звания лучший автор ASCAP Songwriter Of The Year (2009, 2014, 2015, 2016, 2017), 3-кратный победитель NSAI Songwriter of the Year (2014, 2016, 2017), 3-кратный победитель Billboard #1 Country Songwriter of the Year (2013, 2016, 2017), 11-кратный победитель CMA Triple Play Award.

## Биография
См. также «Ashley Gorley Biography» в английском разделе.
Родился 29 апреля 1977 года в Данвилл (Бойл, Кентукки, США).
Он автор таких кантри-хитов #1 журнала Billboard как Кэрри Андервуд’s «Good Girl» и «All-American Girl» (2 недели № 1), Брэд Пейсли’s «American Saturday Night» и «Then» (3 недели № 1), Trace Adkins' 3-week #1 «You're Gonna Miss This» (3 недели № 1), Darius Rucker’s «It Won’t Be Like This For Long» (3 недели № 1) и многих других.
Он также писал песни и продюсировал для George Strait, Luke Bryan, Tim McGraw, Brett Eldredge, Jason Aldean, Rascal Flatts («Rewind»), Cole Swindell и многих других.

## Дискография
См. также «Ashley Gorley discography» в английском разделе.

## Награды и номинации

### Грэмми
две номинации: Премия «Грэмми» за лучшую кантри-песню (2009)
- номинант: Ashley Gorley & Bob Regan за Dig Two Graves (Рэнди Трэвис)
- номинант: Ashley Gorley & Lee Thomas Miller за You're Gonna Miss This (Трейс Адкинс)

### ASCAP
The American Society of Composers, Authors and Publishers
- 3-кратный победитель ASCAP Songwriter Of The Year (2009, 2014, 2015, 2016, 2017)[2]

### NSAI
Nashville Songwriters Association International
- 3-кратный победитель NSAI Songwriter of the Year (2014, 2016, 2017)[2]

### Billboard
- 3-кратный победитель Billboard #1 Country Songwriter of the Year (2013, 2016, 2017)[2]

### Country Music Association
- 11-кратный победитель CMA Triple Play Award[2]

### Academy of Country Music
- номинант 2017 года ACM Songwriter Of The Year[2]
- номинант 2013 года на звание ACM Songwriter Of The Year[2]